# ラグビーウィークリー
『ラグビーウィークリー』は、2012年10月8日からBS朝日で放送されているスポーツ情報番組である。BS朝日と文化工房とビデオ・パック・ニッポンの共同製作。日本ラグビーフットボール協会監修、ジャパンラグビートップリーグ協賛。

## 概要
ラグビーを専門に取り上げている番組で、日本のラグビー各種公式試合の注目戦をダイジェストで紹介。他にも世界各国のラグビー主要大会のハイライト、リオデジャネイロオリンピックの種目になった7人制女子ラグビー、大学・高校ラグビー、ラグビー日本代表を目指す選手たちの素顔などを紹介している。また、ラグビーに詳しくない視聴者でも内容を理解できるよう、ラグビーのルール解説も行っている。
ダイジェスト映像には、J SPORTSから提供された映像も一部使用している。
フランスで開催されたラグビーワールドカップ2023の前後には、同大会の公式ビールであるアサヒスーパードライpresents ワールドな奴として開幕前は夢中になって前に進み続ける日本代表候補の熱い思いを届け、終了後はフランス大会で激闘を繰り広げた日本代表の一員にワールドカップを振り返って貰い、次回オーストラリアで開催されるラグビーワールドカップ2027への意気込みを聞くコーナーも放送した。
ラグビーワールドカップ2027に繋がるコーナーとして、2025年1月13日放送分からNTTジャパンラグビーリーグワンで飛び出したプレーを集め、ゲストに星の数で評価してもらうRUN TO AUSTRALIA 2027というスーパープレー集も始まった。

## 放送時間
いずれも日本標準時。
- 月曜 23:15 - 翌0:00 （2012年10月8日 - 2014年3月31日）
- 金曜 23:30 - 23:54 （2014年4月4日 - 2015年3月27日） - 移動とともに放送枠が24分に縮小。
- 月曜 23:30 - 23:54 （2015年4月6日 - 2022年9月26日）
- 月曜 23:00 - 23:24 （2022年10月3日 - ）

## 出演者
- 司会：矢野武
- コメンテーター：村上晃一（スポーツライター）、大西将太郎（元日本代表）

過去の出演者
- 岩渕健輔（日本ラグビーフットボール協会 専務理事）2012年10月-2017年3月

## スタッフ
データは下記外部リンクのBS朝日公式サイトとエンタ魂（角川アップリンク）内の番組紹介記事からの参考。
- 制作著作：BS朝日、文化工房、TSP
- 監修・協力：日本ラグビーフットボール協会
- 映像協力：J SPORTS
- プロデューサー：平岡敏史（BS朝日）、柴崎木綿子・阿比留健太朗（文化工房）